# Amizour
Amizour (în arabă اميزور) este o comună din provincia Béjaïa, Algeria.
Populația comunei este de 37.562 de locuitori (2008).